# Вирусная инфекция Нипах
Вирусная инфекция Нипах — вирусное заболевание, вызываемое вирусом Нипах. Симптомы варьируются от их полного отсутствия до лихорадки, кашля, головной боли, одышки и помрачнения сознания. В течение одного-двух дней может развиться кома, а 50—75 % инфицированных умирает. Осложнения могут включать воспаление головного мозга и приступы судороги после выздоровления.
Вирус Нипах (NiV) относится к РНК-содержащим вирусам рода Henipavirus. Вирус обычно циркулирует среди некоторых видов фруктовых летучих мышей. Он может передаваться как между людьми, так и от других животных к людям. Для распространения обычно требуется прямой контакт с инфицированным источником. Диагноз ставится на основании симптомов и подтверждается лабораторными исследованиями.
Лечение ограничивается поддерживающей терапией. По состоянию на 2021 год не существует ни вакцины, ни специфического лечения. Профилактические меры включают избегание контакта с летучими мышами и больными свиньями, а также отказ от употребления сырого сока финиковой пальмы. По состоянию на май 2018 года было зарегистрировано около 700 случаев заболевания людей вирусом Нипах, и от 50 до 75 % заражённых умерло. В мае 2018 года вспышка заболевания привела к гибели 17 человек в индийском штате Керала.
Впервые заболевание было выявлено группой исследователей медицинского факультета Малайского университета в 1998 году, во время вспышки в Малайзии. Большинство пациентов в Малайзии, у которых было диагностировано заболевание, были направлены в медицинский центр университета и проходили лечение там. Вирус был выделен и идентифицирован в 1999 году. Болезнь получила название от деревни Сунгай Нипах в Малайзии. Поскольку свиньи также могут быть инфицированы, в 1999 году миллионы животных были забиты по распоряжению малайзийских властей, чтобы остановить распространение болезни; эта мера оказалась эффективной.

## Симптомы и признаки инфекции
Инфекция у людей протекает в разных формах — от бессимптомной формы до смертельного энцефалита. Сначала у инфицированных людей развиваются гриппоподобные симптомы, такие как повышенная температура, головные и мышечные боли, рвота и боль в горле. За этим может следовать головокружение, сонливость, изменённое сознание и неврологические признаки, которые указывают на острый энцефалит. У некоторых людей могут также развиваться атипичная пневмония и тяжёлые респираторные проблемы, включая острую дыхательную недостаточность. В тяжёлых случаях развивается энцефалит и конвульсии, приводящие к коме через 24—48 часов.
Инкубационный период (период от инфицирования до появления симптомов) длится от 4 до 45 дней.
Большинство людей, выживших после острого энцефалита, полностью восстанавливается, но примерно 20 % страдает от остаточных неврологических последствий, таких как непрекращающиеся конвульсии и изменения личности. У небольшого числа выздоровевших людей впоследствии бывают рецидивы или с запозданием развивается энцефалит. В долгосрочной перспективе устойчивые неврологические дисфункции наблюдаются более чем у 15 % людей.
Коэффициент летальности оценивается в 40—75 %; однако в условиях разных вспышек болезни этот показатель может варьироваться в зависимости от местных возможностей для проведения эпиднадзора.

## Передача инфекции
Во время первых вспышек болезни в Малайзии и Сингапуре большинство случаев инфицирования людей произошло в результате прямых контактов с больными свиньями или их заражёнными тканями. Считается, что передача инфекции происходила либо воздушно-капельным путём, в результате контактов с выделениями из носоглотки свиней, либо в результате контактов с тканями больных животных.
Наиболее вероятным источником инфекции во время вспышек болезни в Бангладеш и Индии было потребление фруктов или продуктов (например, свежего сока финиковой пальмы), загрязнённых мочой или слюной инфицированных плодоядных летучих собак.
Во время последних вспышек болезни в Бангладеш и Индии вирус Нипах распространялся непосредственно от человека человеку при тесных контактах с выделениями и экскрементами людей. В Силигури, Индия, была также зарегистрирована передача вируса в медицинском учреждении — 75 % всех случаев заболевания там произошло среди больничного персонала или посетителей. С 2001 по 2008 год около половины зарегистрированных случаев заболевания в Бангладеш произошло в результате передачи инфекции от человека человеку.

## Вирус Нипах у домашних животных
Впервые вспышки вируса Нипах среди свиней и других домашних животных (лошадей, коз, овец, кошек и собак) были зарегистрированы в Малайзии в 1999 году. У многих свиней симптомы не проявлялись, но у некоторых развилось острое лихорадочное заболевание, затруднённое дыхание и неврологические симптомы, такие как дрожь, подёргивание и мышечные спазмы. В целом, среди молодых свиней смертность была низкой.
Эти симптомы не отличаются значительным образом от симптомов других респираторных и неврологических болезней свиней. Необходимо подозревать Нипах у свиней в тех случаях, когда у них появляется необычный лающий кашель или когда имеются случаи заболевания людей энцефалитом.
Вирус Нипах отличается высокой контагиозностью среди свиней. Свиньи инфекционны во время инкубационного периода, который длится от 4 до 14 дней.

## Диагностирование
Вирусную инфекцию Нипах можно диагностировать с помощью целого ряда различных тестов, таких как:
- нейтрализация сыворотки;
- иммуноферментный анализ (ИФА);
- полимеразная цепная реакция (ПЦР);
- иммунофлуоресцентный анализ;
- выделение вируса в клеточных культурах.

С сентября 2021 года выявить вирус Нипах стало возможно и в России. Первую тест-систему диагностики разработал новосибирский ФБУН ГНЦ ВБ «Вектор». Тестирование в России будет проводиться методом ПЦР с применением сверхчувствительных реагентов. Выявить заболевание с помощью теста «Вектора» можно будет за 1,5 часа и на ранних стадиях его развития По состоянию на сентябрь 2021 г. зарегистрированных случаев заболевания вирусом Нипах в России не выявлено..

## Лечение
В настоящее время для лечения вирусной инфекции Нипах не имеется ни лекарств, ни вакцин. Основным подходом к ведению пациентов с инфекцией является интенсивная поддерживающая терапия с лечением симптомов.